# ناحیه گادفری، شهرستان پولک، مینه سوتا
ناحیه گادفری (به انگلیسی: Godfrey Township) یک منطقهٔ مسکونی در ایالات متحده آمریکا است که در شهرستان پولک، مینه‌سوتا واقع شده‌است.
 ناحیه گادفری ۹۳٫۱ کیلومتر مربع مساحت و ۳۲۹ نفر جمعیت دارد و ۳۵۱ متر بالاتر از سطح دریا واقع شده‌است.